# Gwardia Akademicka

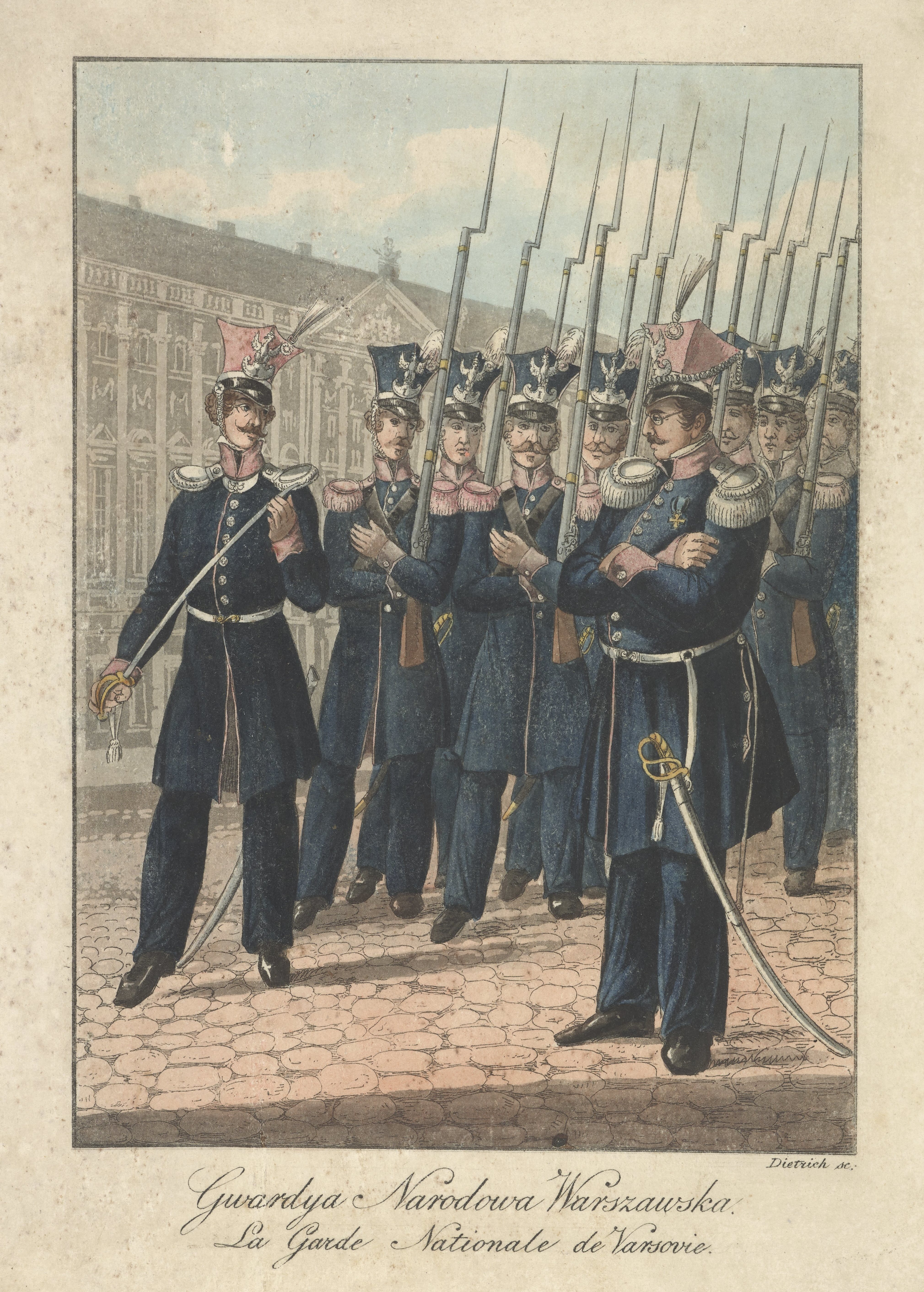
Gwardia Narodowa Warszawska 1831

Gwardia Akademicka – polska formacja paramilitarna w powstaniu listopadowym. Formacja paramilitarna studentów Uniwersytetu Warszawskiego, służąca ochronie władz powstania (służba ochrony dyktatora). 

## Opis
Została utworzona 1 grudnia 1830 roku w Warszawie przez profesora Uniwersytetu Warszawskiego Krystyna Lacha Szyrmę, zlikwidowana przez gen. Jana Skrzyneckiego 26 lutego 1831 roku. 
Rekrutowała się ze studentów i absolwentów, w wielu przypadkach zaangażowanych poprzednio w działalność konspiracyjną. Głównym zadaniem Gwardii Akademickiej była ochrona dyktatora Jozefa Chłopickiego oraz strategicznych punktów stolicy (gmachy urzędów państwowych). Gwardia Akademicka odgrywała również ważną rolę polityczną, angażując się początkowo w działania skierowane przeciwko części wybitnych przedstawicieli Towarzystwa Patriotycznego. Spektakularnym przejawem jej zaangażowania politycznego była próba linczu na Maurycym Mochnackim. Gwardia reprezentowała początkowo poglądy konserwatywne, utożsamiane z ideami ks. Adama Czartoryskiego, członka Rady Administracyjnej. Oprócz zadań ochronnych Gwardia Akademicka zajmowała się również działalnością policyjną i walką ze szpiegami. 
Z czasem działalność Gwardii obróciła się przeciwko dotychczasowym sprzymierzeńcom – ks. Adamowi Czartoryskiemu i gen. Chłopickiemu, którym w wydawanych przez Formację pismach – zarzucano opieszałość wobec nieprzyjaciela. W wyniku konfliktu z dyktatorem 2 stycznia 1831 roku został odwołany dotychczasowy naczelnik i założyciel Gwardii – prof. płk Krystyn Lach Szyrma, na którego następcę wyznaczono ppłk. Piotra Łagowskiego. Polityczne uwikłania Gwardii doprowadziły z czasem do jej marginalizacji i zastąpienia jej przez inne jednostki, pełniące zadania ochronne – Gwardii Narodowej Warszawskiej i Krakusów. Pozostała kompania przyboczna złożona z gwardzistów wzięła udział w bitwie pod Olszynką Grochowską. Po jej rozwiązaniu weterani Gwardii znaleźli się w innych jednostkach wojskowych. 
Gwardia Akademicka jako współorganizator obchodów ku czci dekabrystów 25 stycznia 1831 roku przyczyniła się walnie do rozpętania radykalnych nastrojów antycarskich i detronizacji Mikołaja I przez Sejm Królestwa Polskiego.

## Naczelnicy i dowódcy Gwardii Akademickiej
- płk Krystyn Krystyn Lach Szyrma (1 grudnia 1830 – 2 stycznia 1831)
- ppłk/płk Piotr Ludomir Łagowski (9 stycznia 1831 – 2 lutego 1831)
- mjr Gabriel Siemoński (Kompania Przyboczna Naczelnego Wodza gen. dywizji ks. M. Radziwiłła) – do 26 lutego 1831 roku.

## Kapelan Gwardii
- ks. Ignacy Szyndlarski.

### Struktura organizacyjna Gwardii Akademickiej
1830 rok
- 15 kompanii
- liczebność kompanii – 55 gwardzistów

1831 rok
- 8 kompanii pieszych
- 1 kompania konna
- etat – 800 osób
- 270 podoficerów

### Umundurowanie i emblematy
- Sztandar Gwardii (Sztandar Uniwersytetu Warszawskiego)
- Umundurowanie – mundur studenta Uniwersytetu Warszawskiego (Uniwersytetu Królewsko-Aleksandrowskiego)

### Pisma wydawane przez Gwardię Akademicką
- 8 numerów „Dziennika Gwardii Honorowej”
- Śpiewnik

### gwardziści
- Jan Bartkowski – członek Sprzysiężenia Podchorążych, uczestnik „wyprawy sabaudzkiej” 1834 r., pamiętnikarz.
- Józef Czerski – członek Towarzystwa Demokratycznego Polskiego
- Hieronim Kajsiewicz – współzałożyciel i przełożony Zakonu Zmartwychwstańców

### Pieśń Akademicka – autor Hieronim Kajsiewicz
- „Ojczyzna o pomoc woła, niech spoczną na chwilę muzy, ktokolwiek miecz dźwigać zdoła, niech wstrząsa tarczą Meduzy, Ojczyzna o pomoc woła”